# Mniodendron nanum
Mniodendron nanum är en bladmossart som beskrevs av C. Müller 1902. Mniodendron nanum ingår i släktet Mniodendron och familjen Hypnodendraceae. Inga underarter finns listade i Catalogue of Life.